# Шалкарский район
Шалкарский район (каз. Шалқар ауданы) — административный район Актюбинской области Казахстана. Центр района — город Шалкар.
Население района составляет 45 996 человек (по состоянию на начало 2019 года).
Глава района — Жидеханов Жанболат Отегулович
В Шалкарском районе находятся населённые пункты Аккайтым, Байкадам, Бегимбет, Биршогыр, Бозой, Жылтыр, Монке Би, Каратогай, Кауылжыр, Котыртас, Соленый, Тогыз, Шалкар, Шиликты.
На территории района располагается археологический памятник Балгасын.

## Физико-географическая характеристика
По территории района протекает река Жыландысай.

## История
Челкарский район был образован в составе Актюбинской губернии 21 октября 1921 года. 5 июля 1922 был преобразован в Челкарский уезд.
В 1928 году район был воссоздан в составе Актюбинского округа. В 1930 году перешёл в прямое подчинение Казакской АССР. В 1932 году отошёл к Актюбинской области.
10 марта 2000 года Указом Президента Казахстана транскрипция названия Челкарского района на русском языке была изменена на Шалкарский район.

## Современное состояние и перспективы

### Газопровод
В декабре 2010 года начато строительство газопровода Бейнеу — Бозой — Шымкент, предназначенного для транспортировки газа с месторождений западного Казахстана для снабжения природным газом юга республики, а также экспортных поставок газа в газопровод Казахстан — Китай. Длина газопровода составит почти 1,5 тысячи километров, ориентировочная стоимость строительства $3,6 миллиарда, расчётный срок службы 30 лет. С вводом в эксплуатацию нового газопровода объемы подачи газа увеличатся в пять раз по Кызылординской области, в 3-4 раза по Южно-Казахстанской, Жамбылской и Алматинской области.

На первом этапе (до 2012 года) планируется построить участок Бозой — Шымкент пропускной способностью 5 млрд кубометров в год, на втором этапе (2013—2014 годы) — довести мощность газопровода до 10 млрд кубометров в год путём ввода дополнительных компрессорных станций и участка Бейнеу — Бозой.

### Железная дорога
К первому кварталу 2015 года планируется ввести в эксплуатацию новую железнодорожную ветку (длиной 496 км) Шалкар — Бейнеу, являющуюся отрезком новой железной дороги «Жезказган — Саксаульская — Шалкар — Бейнеу» длиной 988 км, которая строится с 3 июля 2012 года и станет частью транзитного коридора «граница Китая — порт Актау — Баку — Грузия — Турция — страны Европы».
Стоимость строительства участка Шалкар — Бейнеу составит 277 миллиардов тенге. На участке будет построено 7 станций и 13 разъездов, 2 путепровода общей протяженностью 350 метров, 20 мостов, установлено 210 водопропускных труб. В 2015 году вдоль железнодорожного полотна начнется строительство автодороги Бейнеу — Шалкар — Иргиз — Тургай.
Весной 2014 года закончена укладка рельсошпальной решетки на всём участке Шалкар — Бейнеу и состоялась стыковка главных путей на станции Тассай
в Актюбинской области — главной станции магистрали. Здесь будет построен вокзал на 50 человек, РЭП дистанции пути, подстанция, пост ЭЦ, пожарное депо на две пожарные машины, здание ПТО и ТОР для техосмотра и проведения текущего и отцепочного ремонта вагонов.
Вокзалы на станциях Байкадам, Шукыр, Курсай, Сам, Туруш, Ногайты будут рассчитаны на 20-30 пассажиров и совмещены с постами ЭЦ. На разъездах будут сооружаться посты ЭЦ модульного типа. На 20 июля 2014 года запланирована подача напряжения 110 кВ по воздушной линии электропередачи от Шалкара до Тассая (на линии построено 780 промежуточных железобетонных и 54 анкерных металлических опор). По состоянию на лето 2014 года ведутся работы по строительству путевого развития на станции Компала (184 км), разъездах Сарыжиде, Аккайтым. На станции Байкадам будет строиться квартал железнодорожников — 15 домов и детсад.

## Административное деление
Шалкарский район состоит из 12 сельских округов, в которых находятся 39 сельских населённых пунктов, 1 городской администрации:
| Сельский округ / городская администрация | Населённые пункты                                                                                           |
| Шалкарская городская администрация       | город Шалкар                                                                                                |
| Айшуакский сельский округ                | село Бегимбет, аул Есетата                                                                                  |
| Актогайский сельский округ               | село Котыртас                                                                                               |
| Бозойский сельский округ                 | село Бозой, село Канбакты, аул Коянкулак                                                                    |
| Биршогырский сельский округ              | село Алабас, село Биршогыр, село Карабулак, село Корганжар, село Сарсай                                     |
| Сельский округ имени Есета Котибарова    | село Алакозы, село Байкадам                                                                                 |
| Жанаконысский сельский округ             | село Аккайтым, село Копасор                                                                                 |
| Кишикумский сельский округ               | село Акеспе, село Карашокат, село Сардулек, село Шагыр, село Шиликты, село Шокысу                           |
| Кауылжырский сельский округ              | село Кауылжыр, Разъезд 66, Разъезд 67, станция Солёный, село Улпан                                          |
| Монкебийский сельский округ              | село Монке Би                                                                                               |
| Тогызский сельский округ                 | село Жылан, село Каратал, село Кендала, село Копатай, село Копмула, село Тасбулак, село Тогыз, село Ушкурай |
| Челкарский сельский округ                | село Жылтыр, село Талдыкум                                                                                  |
| Шетиргизский сельский округ              | село Каратогай, село Тумалыколь                                                                             |

## Население
Национальный состав (на начало 2019 года):
- казахи — 45 443 чел. (98,80 %)
- русские — 326 чел. (0,71 %)
- татары — 134 чел. (0,29 %)
- узбеки — 49 чел. (0,11 %)
- украинцы — 12 чел. (0,03 %)
- другие — 32 чел. (0,07 %)
- всего — 45 996 чел. (100,00 %)

## Галерея

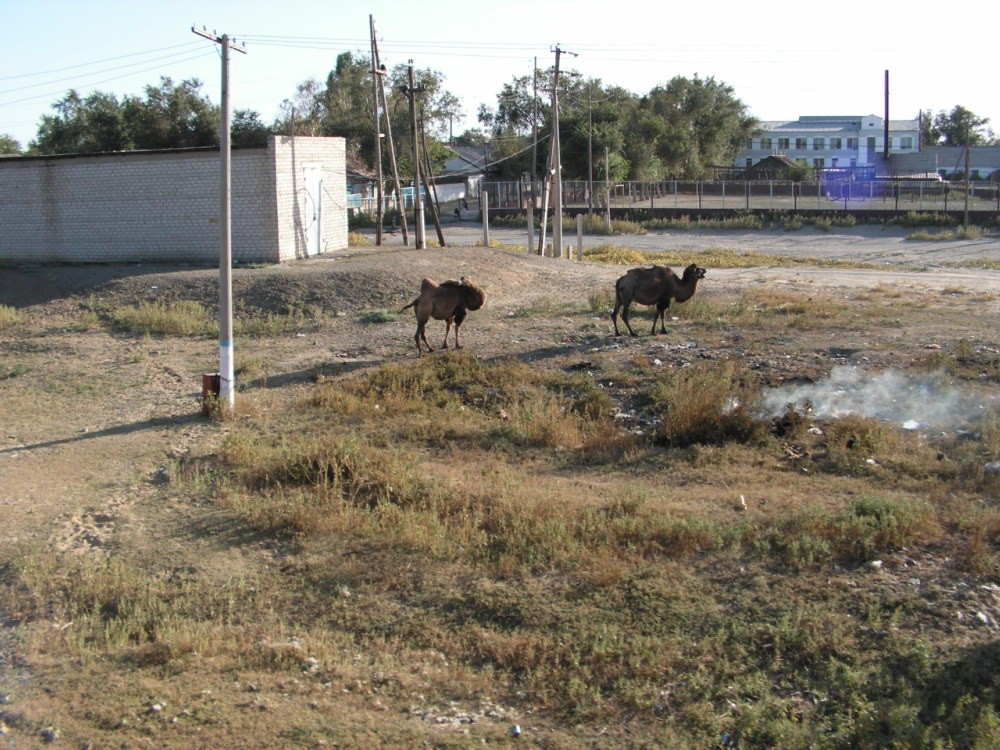
Станция в Шалкарском районе.
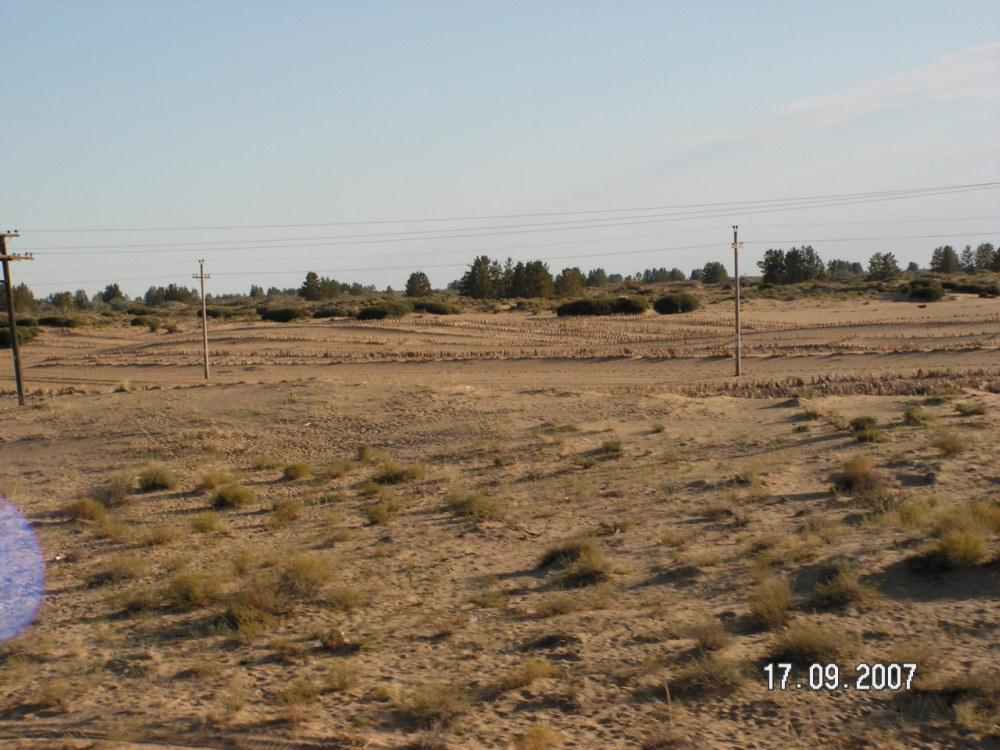
Пески Большие Барсуки. Закрепление песков тростниковыми кулисами.
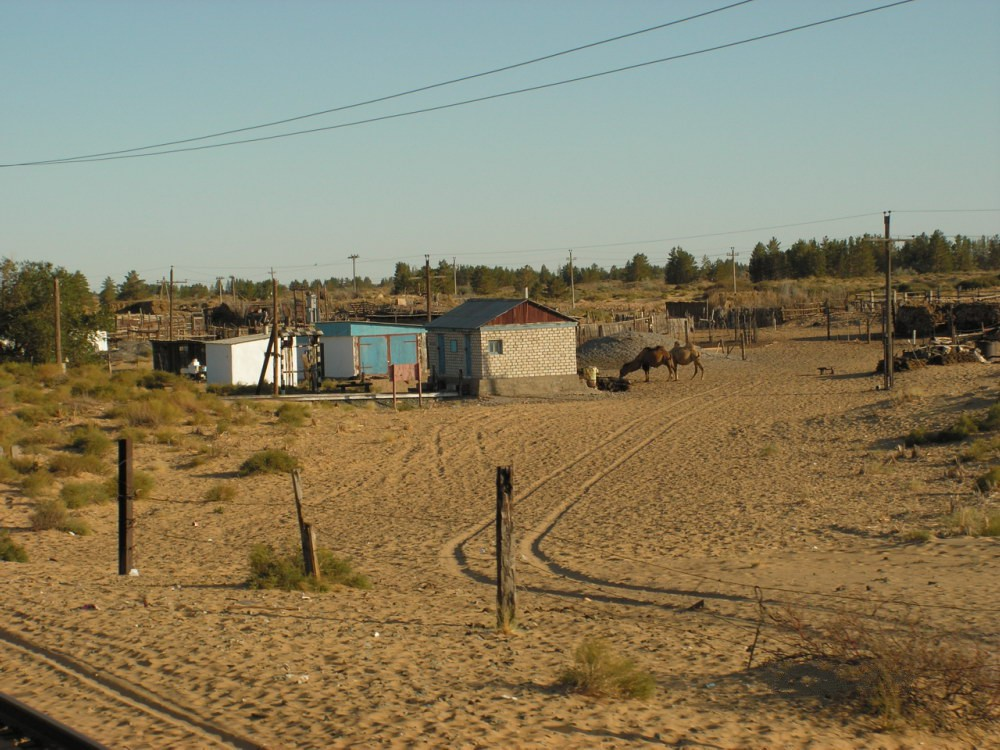
Аул в песках Большие Барсуки. На заднем плане сосновая роща.